# Metallata guttula
Metallata guttula är en fjärilsart som beskrevs av Edwards 1882. Metallata guttula ingår i släktet Metallata och familjen nattflyn. Inga underarter finns listade i Catalogue of Life.